# Ігорре
Ігорре, Юрре (баск. Igorre (офіційна назва), ісп. Yurre) — муніципалітет в Іспанії, у складі автономної спільноти Країна Басків, у провінції Біская. Населення — 4238 осіб (2009).
Муніципалітет розташований на відстані близько 320 км на північ від Мадрида, 16 км на південний схід від Більбао.
На території муніципалітету розташовані такі населені пункти: (дані про населення за 2009 рік)
- Басаунц: 119 осіб
- Елешальде: 2512 осіб
- Сан-Хуан: 266 осіб
- Санта-Лусія: 119 осіб
- Уркісу: 162 особи
- Сабіно-Арана: 561 особа
- Олабаррі: 499 осіб

## Демографія
Динаміка населення (INE ):

## Галерея зображень

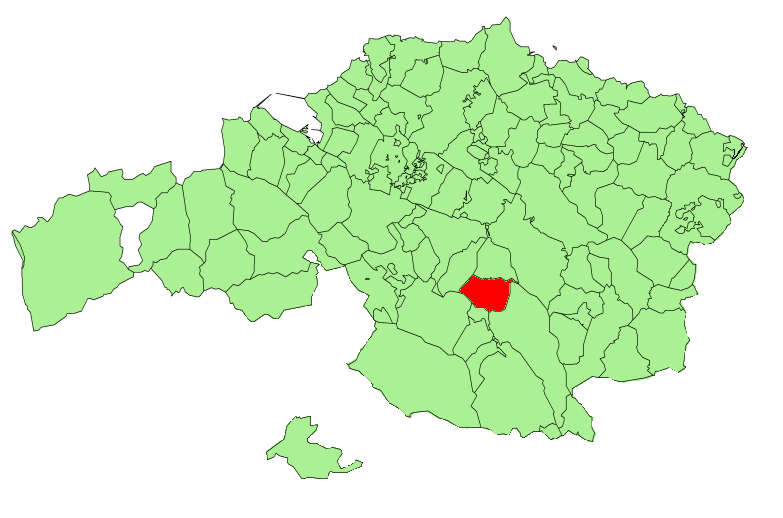
Розташування муніципалітету
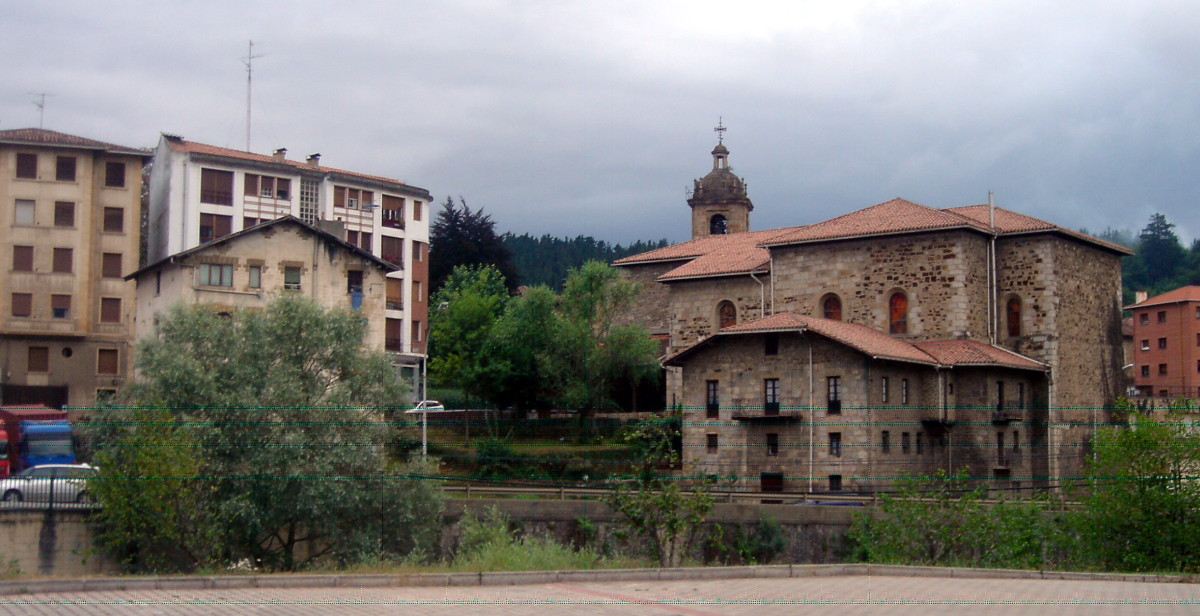
Елешальде, Ігорре